# Пела (областна единица)
Вижте пояснителната страница за други значения на Пела.
Пела (на гръцки: Νομός Πέλλας, Номос Пелас) е ном в Република Гърция. Разположен е в северната част на Егейска Македония и е част от административната област Централна Македония. Центърът му е град Воден (Едеса). Номът е кръстен на античния град Пела, чиито руини са разположени край село Постол, днес Пела.

## География
Номът граничи с номите Кукуш на изток, Солун на югоизток, Иматия и Кожани на юг, Лерин на запад, и с Община Кавадарци на Северна Македония на север.

## Деми
| Дем                                   | Статистически код | Център                        | Пощенски код | Телеф. код | № на картата |
| ------------------------------------- | ----------------- | ----------------------------- | ------------ | ---------- | ------------ |
| Александър Велики (Мегас Александрос) | 4108              | Кадиново (Галатадес)          | 583 00       | 23820-43   | 8            |
| Воден (Едеса)                         | 4104              | Воден (Едеса)                 | 582 00       | 23810-2    | 1            |
| Въртокоп (Скидра)                     | 4111              | Въртокоп (Скидра)             | 585 00       | 23810-8    | 11           |
| Енидже Вардар (Яница)                 | 4103              | Енидже Вардар (Яница)         | 581 00       | 23820-2    | 4            |
| Кирос                                 | 4107              | Ново Въдрища (Неос Милотопос) | 581 00       | 23820-51   | 7            |
| Къпиняни (Ексаплатанос)               | 4105              | Къпиняни (Ексаплатанос)       | 580 04       | 23840-4    | 5            |
| Мениида                               | 4109              | Калиница (Кали)               | 585 00       | 23810-41   | 9            |
| Островско езеро (Вегоритида)          | 4102              | Острово (Арниса)              | 580 02       | 23810-31   | 3            |
| Пласничево (Крия Вриси)               | 4106              | Пласничево (Крия Вриси)       | 583 00       | 23820-6    | 6            |
| Постол (Пела)                         | 4110              | Постол (Пела)                 | 580 05       | 23820-3    | 10           |
| Съботско (Аридеа)                     | 4101              | Съботско (Аридеа)             | 584 00       | 23840-2    | 2            |